# Henry Vincent Kneuer
Henry Vincent Kneuer (Washington D. C., 28 de septiembre de 1953) es un pianista, teclista y fotógrafo de origen alemán, nacido en EE. UU. y que ha desarrollado su trabajo en España aunque, desde 2004, reside en Brasil.

## Historia

### Orígenes
Henry Vincent, nace en Washington D. C. (USA), de padre norteamericano y madre alemana, aunque se traslada a finales de esa década a Múnich (Alemania), tras la separación de sus padres. Desde los diez años, cursó estudios de piano y armonía, aunque los dejó antes de completar el ciclo superior.
Con diecisiete años, en 1970, comienza a tocar con grupos alemanes de jazz y de rock, incluyendo big bands de la zona de Múnich; a partir de 1977, actúa a piano solo, con recitales de sus propias composiciones, por toda Alemania, obteniendo cierto éxito.

### Estancia en España
En 1981, viaja por primera vez a España y se instala en Granada, concretamente en la Alpujarra. Allí forma el grupo de Jazz Rock, Icarus, con el que permanece hasta 1985, alternando sus estancias en España con giras en locales en Alemania, a piano solo, y largos viajes como fotógrafo a Marruecos y el Sahara.
A partir de 1988, comienza a desarrollar su trabajo musical sobre la base de la electrónica, con el uso de sintetizadores, secuenciadores, y sistemas en soporte informático, aplicados a sus teclados. Con este material, Vincent crea una música básicamente orquestal que, en esencia, sigue estando en el campo del jazz, aunque en los medios se vendió como new age.
Ese mismo año de 1988, Vincent realiza varias composiciones para los Juegos Olímpicos de Seúl . Un tema suyo, titulado La chasse, obtuvo la mención especial, de ese año, del Keyboard Magazine.

### Primer disco
Entre 1990 y 1991, y en Granada, realiza la grabación de ocho temas, en los que todos los instrumentos, excepto el piano, están desarrollados a través de secuencias programadas, aunque cuenta en dos temas con la colaboración de algunos músicos. Tras una estancia en California, cierra acuerdo con el sello discográfico de Los Ángeles , Optimism Records , para editar esas grabaciones.
Ese mismo disco, Bustrip ,es editado en 1993, en España, por la discográfica andaluza Big Bang , con el nombre de Henry Kneuer.

### Fotografía
Entre 1985 y 1995, Vincent desarrolla una intensa actividad como fotógrafo, trabajando como profesional para la casa Minolta y cursando estudios de fotografía para diseño industrial en la Universidad de Múnich, especializándose en paisajismo, y reuniendo un fondo de cerca de 35.000 fotografías de Europa , África del norte y Norteamérica.
Desde esta perspectiva, comienza, a partir de 1991, a realizar montajes audiovisuales, buscando una síntesis entre fotografía y música. Con este espectáculo, realizó giras por España, Portugal y Alemania.

### Fusión flamenca
A partir de 1990, comienza su relación musical con el guitarrista flamenco, Pepe Justicia, desarrollando paulatinamente un acercamiento a esta música, que alternó en lo sucesivo con conciertos de piano solo, en línea muy influenciada por Keith Jarret.
Compuso, para un proyecto conjunto de los Planetarios de Granada, Pamplona , La Coruña y Madrid , la música del audiovisual El Universo de Lorca (Big Bang, 1999), en la que ya trabajaba esta línea, aunque este disco no se comercializó más que dentro de la oferta del propio parque.
Su segundo disco de mercado, fue Between day and night (Big Bang, 2001), bajo el nombre completo de Henry Vincent Kneuer, y en él muestra su faceta de piano solo, con atmósferas relajantes, a medio camino entre el jazz y la new age.
El trabajo de fusión flamenca, se convierte en prioritario a partir de 2001 y desemboca, ya como Henry Vincent & Amigos , en la grabación de su siguiente álbum, Mediterranean colours (Big Bang, 2002), en el que colaboran músicos que provienen del jazz (El trompetista Eric Sánchez , el saxofonista Manolo Morales , el batería Julio Pérez ...) y flamencos como los guitarristas Pepe Justicia y Miguel Ángel Corral, o los percusionistas Miguel Fernández  Cheyenne y El Moreno , además de otros músicos, como el marroquí Souhail Serghini.

## Discografía comercializada
- Bustrip (Big Bang, 1993)
- Between day and night (Big Bang, 2001)
- Mediterranean colours (Big Bang, 2002)